# Mancherial
Mancherial é uma cidade e um município no distrito de Adilabad, no estado indiano de Andhra Pradesh.

## Demografia
Segundo o censo de 2001, Mancherial tinha uma população de 70 231 habitantes. Os indivíduos do sexo masculino constituem 51% da população e os do sexo feminino 49%. Mancherial tem uma taxa de literacia de 65%, superior à média nacional de 59,5%: a literacia no sexo masculino é de 72% e no sexo feminino é de 57%. Em Mancherial, 13% da população está abaixo dos 6 anos de idade.